# Peaky SALT (アルバム)
『Peaky SALT』（ピーキー・ソルト）は、Peaky SALT初のフルアルバム。

## 解説
2009年12月9日発売。初回限定盤特典DVDは、9月27日渋谷O-WEST、10月3日梅田Shangri-Laで開催されたPeaky SALT初の主催ライブイベント“Boy meets Girl”の模様から抜粋収録されている。

## 収録曲
1. イトシセツナナミダ
作詞：三浦祐太朗、作曲：古銭友一郎、編曲：Peaky SALT
2. イツワリ台風3号
作詞：三浦祐太朗、作曲：古銭友一郎、編曲：Peaky SALT
3. ペイズリームーン
  - NHK-FM「ミュージックライン」12・1月度オープニングテーマ

作詞：三浦祐太朗、作曲：古銭友一郎、編曲：Peaky SALT
4. Burn
作詞・作曲：古銭友一郎、編曲：Peaky SALT
5. 君が笑えば
作詞：三浦祐太朗、作曲：須山翔平、編曲：Peaky SALT
6. ピカピカ
作詞：三浦祐太朗、作曲：岩楯公秀、編曲：Peaky SALT
7. 冒険者たち
  - 日本テレビ系「メレンゲの気持ち」エンディングテーマ

作詞：三浦祐太朗、作曲：古銭友一郎、編曲：Peaky SALT
8. WITH (Album version)
作詞：三浦祐太朗、作曲：古銭友一郎、編曲：Peaky SALT
9. ビューティフォーメン
作詞・作曲：古銭友一郎、編曲：Peaky SALT
10. 三日月ハーフパイプ
作詞：三浦祐太朗、作曲：古銭友一郎、編曲：Peaky SALT
11. KING SIZE (bonus track)
作詞：三浦祐太朗、作曲：岩楯公秀、編曲：Peaky SALT
12. C'est La Vie (bonus track)
作詞：三浦祐太朗、作曲：古銭友一郎、編曲：Peaky SALT

## DVD収録内容
Peaky SALT LIVE "Boy meets Girl"@OSAKA Shangri-La
1. イトシセツナナミダ
2. ピカピカ
3. イツワリ台風３号
4. 三日月ハーフパイプ